# Matteo Palmieri

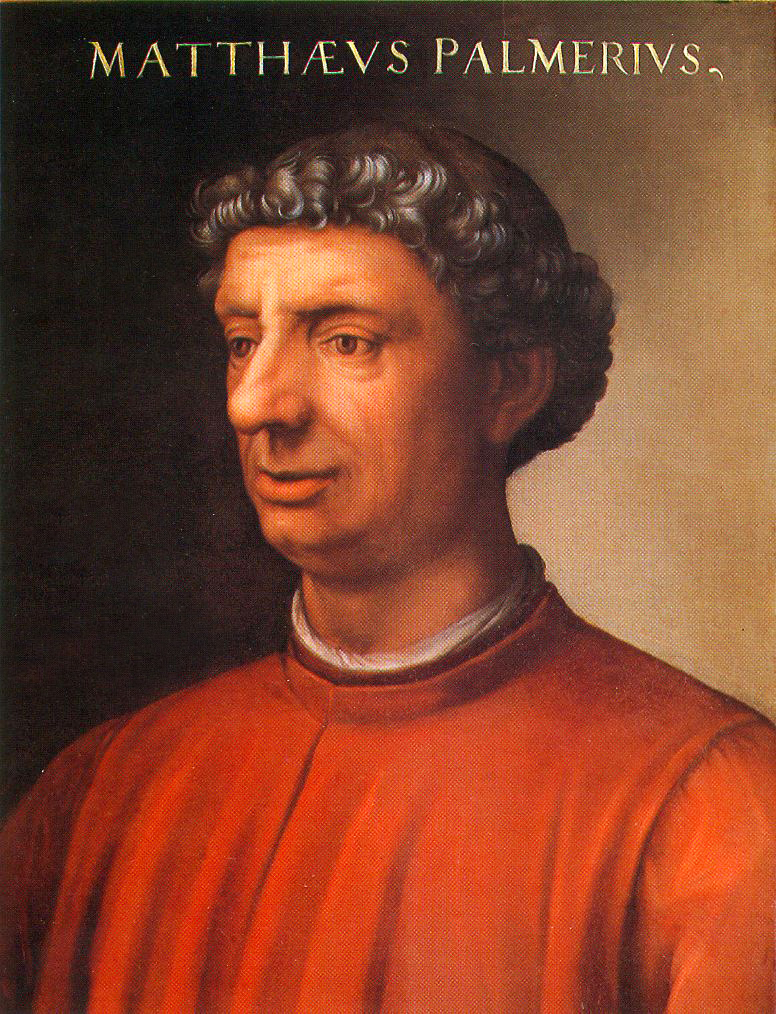
Matteo Palmieri

Matteo Palmieri (Florence, 1406 - aldaar, 1475) was een Italiaans humanist en historicus ten tijde van de renaissance. Hij is vooral bekend door zijn werk Della vita civile, dialogen over burgerschap in het humanistische Florence.

## Leven
Palmieri werd geboren in een familie met prominente functies in de stad. Hij werd opgeleid in Florence en net als voorheen zijn vader bekleedde hij tussen 1432 en 1475 een aantal bestuursfuncties, waardoor hij bekend en gerespecteerd werd.
Palmieri geloofde sterk in het humanistische ideaal dat deugd een combinatie was van educatie en politieke actie en was dan ook schrijver naast zijn politieke leven. Hij schreef zowel in het Latijn als in het Italiaans. Zijn Latijnse werk bestaat onder andere uit Librie de temporibus - een kroniek over de geschiedenis van de wereld vanaf de schepping tot de tijd waarin hij leefde - De captivitate liber - een verslag van de Florentijnse verovering van Pisa in 1406 - en een biografie van Niccolò Acciaioli, vertaald naar het Italiaans door Donato Acciaioli.
In het Italiaans schreef hij in 1465 het driedelig dichtwerk La città di vita, dat over een reis naar de onderwereld gaat en gemodelleerd is naar Dante's La Divina Commedia. Het dichtwerk werd pas na zijn dood uitgegeven, waarna hij de Kerk hem als ketter veroordeelde. Zijn lichaam werd verwijderd uit de kerk van San Pier Maggiore en er werd een pop verbrand die Palmieri moest voorstellen.
Palmieri's bekendste werk als humanist is Della vita civile dat samengesteld werd in 1429. Het is een traktaat dat de kwaliteiten van een ideaal burger beschrijft. Het is geschreven als een serie dialogen in vier boeken en is gesitueerd in een landhuis in Mugello tijdens de plaag van 1430, met Agnolo Pandolfini als voornaamste spreker. Het behandelt de fysieke en intellectuele ontwikkeling van kinderen, het morele leven van een burger en de wrijvingen tussen wat nuttig en wat eerlijk is. Het is geïnspireerd door klassieke schrijvers als Cicero, Quintilianus en Plutarchus, maar ook zijn eigen ervaring als overheidsdienaar. De nadruk ligt op de noodzaak voor goed onderwijs en een actieve deelname aan de stedelijke samenleving. Onderwijs vanaf jonge leeftijd achtte hij cruciaal om het vermogen goed te doen voor anderen en de gemeenschap te vergroten.